# Март 2014 года

Список событий марта 2014 года.

## События
- 1 марта
  - В Крыму на 30 марта назначен референдум о статусе полуострова[1].
  - Совет Федерации удовлетворил просьбу президента России Владимира Путина об использовании Вооружённых Сил РФ на территории Украины до нормализации общественно-политической обстановки в этой стране[2].
  - Около 10 неизвестных устроили резню на железнодорожном вокзале в китайском городе Куньмин в провинции Юньнань. 33 человека погибли, 130 получили ранения, 4 нападавших убиты полицией[3].
- 2 марта
  - Аннексия Крыма Россией:
    - В связи с ситуацией на Крымском полуострове в США принято решение отозвать своего посла с территории Российской Федерации. Такое же решение приняли Канада и Великобритания[4].
    - Владимир Путин в телефонном разговоре с канцлером Германии Ангелой Меркель согласился попробовать найти политическое разрешение крымского кризиса, страны «большой восьмёрки» приостановили на время подготовку к саммиту в Сочи до урегулирования ситуации[5].
- 3 марта
  - Курс доллара на Московской бирже подорожал до 36 рублей 75 копеек и тем самым превысил исторический максимум 2009 года[6], курс евро впервые превысил отметку в 50 рублей, составив 50,1513 рубля[7].
  - Лучшим фильмом 2013 года, по мнению жюри премии «Оскар», стала лента Стива Маккуина «12 лет рабства», лучшим режиссёром — Альфонсо Куарон, лучшими актёрами — Мэттью Макконахи и Кейт Бланшетт[8].
- 4 марта
  - Прошло экстренное заседание Совета Безопасности ООН по ситуации на Украине, созванное по инициативе России[9].
- 5 марта
  - Президент Венесуэлы Николас Мадуро объявил о разрыве дипломатических отношений с Панамой и заморозке торгово-экономических связей между двумя странами[10].
  - Вице-премьер России Дмитрий Рогозин объявил о регистрации Объединенной ракетно-космической корпорации[11].
  - Государственный секретарь США Джон Керри обсудил в Париже с министром иностранных дел РФ Сергеем Лавровым ситуацию в Крыму[12].
  - Военно-морские силы Израиля провели в Красном море операцию «Полное разоблачение» по захвату торгового судна, шедшего из Ирана с грузом оружия, предназначенного на переправку в сектор Газа[13].
- 6 марта
  - Полиция разогнала детскую акцию протеста у Казмедиацентра в Астана. Задержано свыше 30 малолетних детей из жилого комплекса Махаббат, жителей которых власти намерены выселить[14].
  - Парламент Крыма принял решение о вступлении автономии в состав Российской Федерации в качестве субъекта РФ. Референдум о статусе Крыма перенесён с 30 на 16 марта[15].
  - Власти Нигера выдали Ливии Саади Каддафи сына свергнутого ливийского лидера Муамара Каддафи[16].
- 7 марта
  - В Сочи (Россия) открыты XI Зимние Паралимпийские игры[17].
  - Вооруженные люди, одетые в российскую военную форму, вошли из Крыма на территорию Чонгарского полуострова Херсонской области[18][19][20] в связи с крымским конфликтом.
  - Южноафриканские власти выслали трёх руандийских дипломатов после нападения на дом находящегося в ссылке Каюмбы Ньямвасы, бывшего главы генштаба армии Руанды, проживающего в Йоханнесбурге, Руанда ответила высылкой шести дипломатических сотрудников ЮАР[21].
  - Международный уголовный суд признал бывшего лидера конголезских повстанцев Жермена Катангу виновным в военных преступлениях и преступлениях против человечности[22].
- 8 марта
  - Самолёт Boeing 777—200, следовавший из Куала-Лумпура в Пекин в ночь с 7 на 8 марта, пропал с экранов радаров, когда находился над Южно-Китайским морем. На борту находились 239 человек[23].
- 9 марта
  - Парламентские выборы в Колумбии[24].
  - Второй тур президентских выборов в Сальвадоре[25]. По предварительным данным, победил Сальвадор Санчес Серен[26].
  - В Йемене в результате столкновений племён погибли около 30 человек[27].
  - Парламентские выборы в КНДР[28].
- 10 марта
  - Стало известно о слиянии банановых компаний: американской Chiquita Brands International и ирландской Fyffes Group. По итогам сделки возникла новая самая крупная компания в мире, занимающаяся «банановым» бизнесом[29].
- 11 марта
  - Вступила в должность президент Чили Мишель Бачелет[30].
  - Космический корабль Союз ТМА-10М совершил посадку в Казахстане[31].
  - Парламент Автономной Республики Крым и Севастопольский городской совет приняли декларацию о независимости Автономной Республики Крым и города Севастополя[32].
- 12 марта
  - В Нью-Йорке на Манхэттене в результате взрыва в жилом доме два человека погибли и более двадцати получили ранения[33].
- 13 марта
  - Роскомнадзор провел массированную досудебную блокировку сайтов, впервые масштабно применив закон, который был принят 22 декабря 2013 года. Операторы связи получили предписание закрыть для читателей блог Навального в «Живом журнале», а также сайты «Грани.ру», «Каспаров.ру» и «Ежедневный журнал»[34].
- 14 марта
  - Президент Эстонии Тоомас Ильвес поручил лидеру Партии реформ Таави Рыйвасу сформировать новое правительство[35].
  - В Монреале (Канада) начался Чемпионат мира по шорт-треку[36].
  - В Харькове (Украина) при столкновении погибли 2 человека[37].
  - Американское ведомство NTIA уведомило о планах отдать управление надкорневой зоной DNS, тем самым система доменных имён выходит из-под контроля США и переходит к сообществу[38].

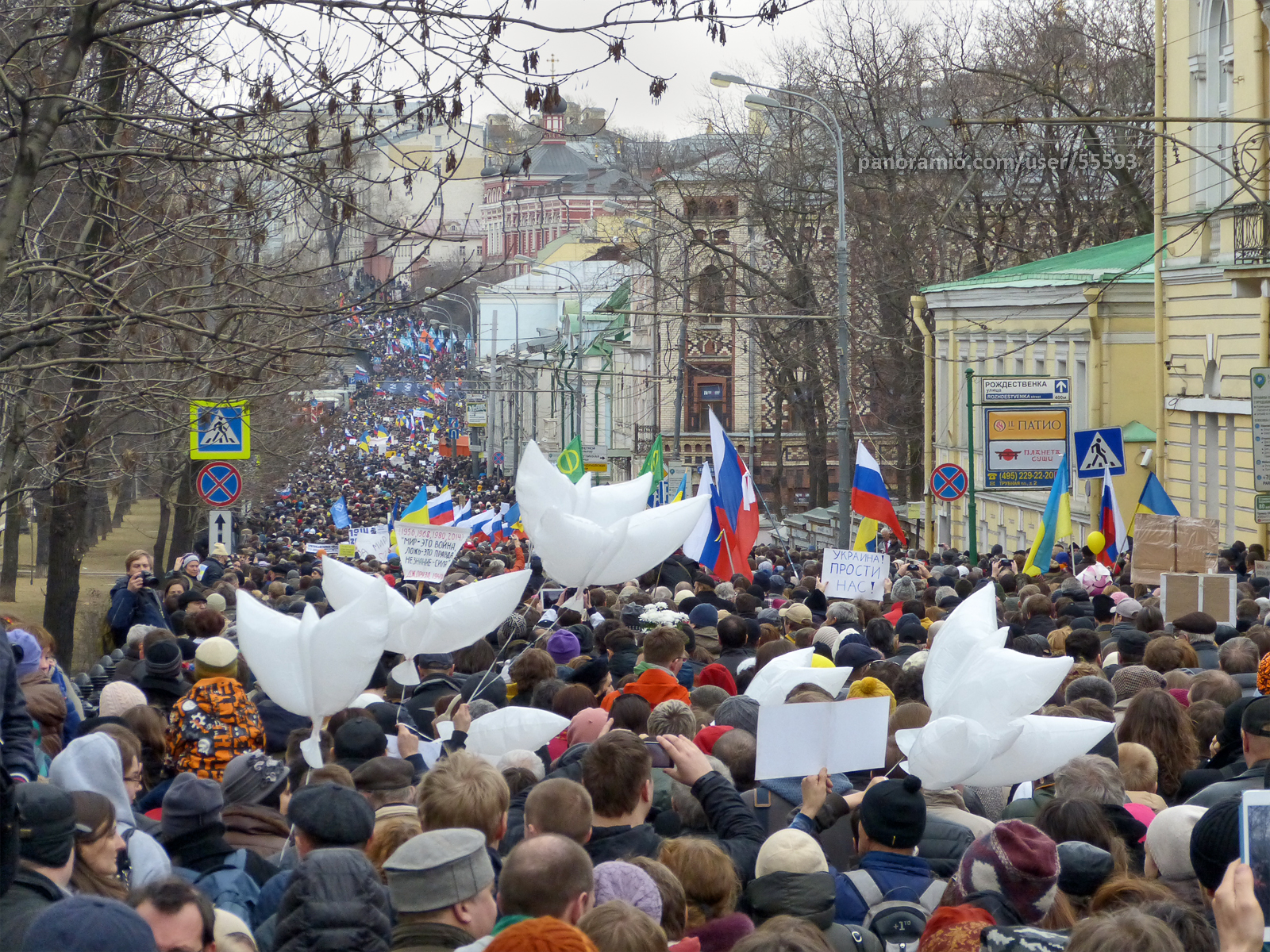
«Марш мира» 15 марта 2014 года в Москве

- 15 марта
  - В Москве и в других городах России прошли антивоенные акции против войны с Украиной. Центральным мероприятием стал «Марш мира» в Москве, на который, по оценке агентства AFP и организаторов, пришло около 50 000 человек[39][40].
  - В Словакии прошли президентские выборы[41].
- 16 марта
  - В Автономной Республике Крым и в Севастополе прошёл референдум о статусе Крыма[42]. По официальным результатам референдума 96,77 % избирателей Автономной Республике Крым[43] и 95,6 % избирателей Севастополя[44] выбрали аннексия Крыма Россией на правах субъекта Российской Федерации[45].
  - Парламентские выборы в Сербии[46]. По предварительным данным победу одержала Сербская прогрессивная партия[47].
  - В Венеции начался шестидневный референдум об отделении от Италии[48].
  - В Забайкальском крае (Россия) произошло массовое отравление некачественным алкоголем. Погибли 14 человек. Подозреваемый в сбыте алкоголя задержан, ведётся следствие[49].
  - В Кубке шести наций по регби победила сборная Ирландии[50].
- 17 марта
  - Согласно декларации о независимости Крыма и Севастополя они были провозглашены независимой Республикой Крым[51].
  - Севастопольский городской Совет обратился к Российской федерации с предложением о принятии города Севастополя в состав РФ в качестве субъекта РФ со статусом города федерального значения. Решение принято единогласно (всего 62 депутатов, голос депутата В.Саратова, которого в здание горсовета не пускали севастопольцы, был зачтён по его личной просьбе, озвученной С. Живодуевым)[52].
  - Президент России Владимир Путин подписал Указ «О признании Республики Крым»[53].
  - Американские ученые из рабочей группы Гарвард-Смитсоновского центра астрофизики и телескопа BICEP2 на Южном полюсе объявили об обнаружении следов гравитационных волн. Таким образом, впервые были получены экспериментальные подтверждения хаотической теории инфляции[54].
- 18 марта
  - Президент России Владимир Путин подписал договор о принятии Республики Крым (включая Севастополь) в состав России[55]. Договор вступил в силу с даты ратификации Федеральным собранием[56], но временно применялся уже со дня подписания.
  - Обращение Президента Российской Федерации Владимира Путина к Федеральному Собранию РФ, руководителям регионов России и представителям гражданского общества по вопросу о аннексии Крыма Российской Федерацией[57].
- 19 марта
  - Конституционный Суд России единогласно признал соответствующим Конституции РФ договор о вхождении Крыма в состав Российской Федерации[58].
  - Массовое убийство произошло в турецкой провинции Карс: уволенный сотрудник местного статистического бюро застрелил шесть человек, после чего покончил с собой[59].
  - Секретарь Совета национальной безопасности и обороны Украины Андрей Парубий дал поручение о вводе визового режима с Россией. Одновременно в Киеве началась подготовка ряда законопроектов по отмене визового режима между Украиной и Евросоюзом. Кроме того, СНБО принял решение начать процедуру выхода украинского государства из СНГ[60].
- 20 марта
  - Государственная Дума России приняла закон о вступлении Крыма в состав РФ[61].
- 21 марта
  - Совет Федерации России ратифицировал Договор о принятии Крыма в состав России[62] и одобрил Федеральный конституционный закон об образовании новых субъектов Российской Федерации — Крыма и Севастополя. После подписания Президентом России Владимиром Путиным соответствующих законов[63] и их опубликования[64][65], они вступили в силу.
  - По результатам референдума в Венеции, более 60 % тех, кто имеет право голоса, высказались за отделение от Италии[66].
  - В Брюсселе главы 28 стран Евросоюза, руководители ЕС и премьер-министр Украины Арсений Яценюк подписали политическую часть соглашения об ассоциации Евросоюза с Украиной[67].
- 22 марта
  - Парламентские выборы на Мальдивах[68].
  - У берегов Уганды на озере Альберт при кораблекрушение погиб 251 человек. В стране объявлен траур[69].
  - В Гвинее от лихорадки Эбола погибли более 60 человек[70].
  - В результате оползня в штате Вашингтон (США) погибли 39 человек, пропали без вести 7 человек[71].
- 23 марта
  - Активисты, выступающие против подписания договора о свободной торговле между Китаем и Тайванем, ворвались в здание тайваньской администрации[72].
- 24 марта
  - Китайский активист был приговорён к 18 месяцам тюрьмы и лишению политических прав на два года по обвинению в «разжигании подрывной деятельности» за то, что попытался в мае 2013 года получить разрешение на проведение акции в память 24-й годовщины событий на площади Тяньаньмэнь[73].
  - В Гааге открылся двухдневный саммит по ядерной безопасности[74].
- 25 марта
  - Глава Garda[англ.], полиции Ирландии, Мартин Каллинен[англ.] ушёл в отставку из-за скандала, связанного с нарушениями при сборе автомобильных штрафов[75]. В это же время разгорелся скандал о записи всех звонков[англ.] в отделы Garda[76].
- 26 марта
  - Старт космического корабля Союз ТМА-12М к международной космической станции[77].
  - Лауреатом математической премии Абеля стал академик РАН Яков Синай, сотрудник Принстонского университета и Института теоретической физики имени Ландау. Награда присуждена ученому «за фундаментальный вклад в изучение динамических систем, эргодическую теорию и математическую физику»[78].
  - Премьер-министром Эстонии стал Таави Рыйвас[79].
- 27 марта
  - На общем собрании трёх академий наук принят устав о слиянии РАН, РАМН и РАСХ[80].
  - Премьер-министр Украины Арсений Яценюк сообщил во время выступления в Верховной Раде о решении правительства сократить количество госслужащих на 10 % (24 тысячи человек)[81].
  - Совет ООН по правам человека разрешил проведение независимого расследования нарушений прав человека во время и после гражданской войны в Шри-Ланке[82].
  - Турецкие власти заблокировали доступ к видеопорталу YouTube, вскоре после утечки информации о переговорах по национальной безопасности турецких высокопоставленных лиц[83].
  - Всемирная организация здравоохранения объявила о ликвидации полиомиелита в 11 странах Южной и Юго-Восточной Азии[84].
- 28 марта
  - Президент РФ Владимир Путин провёл оперативное совещание с постоянными членами Совета безопасности РФ, в частности было принято решение о начале процесса денонсации ряда двусторонних российско-украинских документов по Черноморскому флоту[85].
- 29 марта
  - Второй тур выборов президента Словакии[86]. Победу одержал самовыдвиженец Андрей Киска[87].
- 30 марта
  - Кандидат от Социалистической партии Франции Анн Идальго одержала победу на выборах мэра Парижа, став первой женщиной, которая займёт этот пост[88].
  - Крымский федеральный округ (Крым и Севастополь) перешёл на московское время[89].
  - Первые случаи вирусной лихорадки Эбола, вспышка которой отмечена в Гвинее, подтверждены в соседней Либерии[90].
- 31 марта
  - Премьер-министр Франции Жан-Марк Эро отправлен в отставку, на этот пост назначен Мануэль Вальс[91].
  - Международный суд ООН в Гааге постановил, что Япония обязана временно прекратить свой китобойный промысел в Антарктике[92].